# Liste der Baudenkmale in Spelle
In der Liste der Baudenkmale in Spelle sind alle Baudenkmale der niedersächsischen Gemeinde Spelle aufgelistet. Die Quelle der  Baudenkmale ist der Denkmalatlas Niedersachsen. Der Stand der Liste ist der 19. Februar 2021.

## Allgemein
In den Spalten befinden sich folgende Informationen:
- Lage: die Adresse des Baudenkmales und die geographischen Koordinaten. Kartenansicht, um Koordinaten zu setzen. In der Kartenansicht sind Baudenkmale ohne Koordinaten mit einem roten Marker dargestellt und können in der Karte gesetzt werden. Baudenkmale ohne Bild sind mit einem blauen Marker gekennzeichnet, Baudenkmale mit Bild mit einem grünen Marker.
- Bezeichnung: Bezeichnung des Baudenkmales
- Beschreibung: die Beschreibung des Baudenkmales. Unter § 3 Abs. 2 NDSchG werden Einzeldenkmale und unter § 3 Abs. 3 NDSchG Gruppen baulicher Anlagen und deren Bestandteile ausgewiesen.
- ID: die Objekt-ID des Baudenkmales
- Bild: ein Bild des Baudenkmales, ggf. zusätzlich mit einem Link zu weiteren Fotos des Baudenkmals im Medienarchiv Wikimedia Commons. Wenn man auf das Kamerasymbol klickt, können Fotos zu Baudenkmalen aus dieser Liste hochgeladen werden:

## Spelle

### Gruppe: Ehemaliger Wöhlehof
Die Gruppe „Ehemaliger Wöhlehof“ hat die ID 35899489.

| Lage                                             | Bezeichnung              | Beschreibung | ID       | Bild |
| ------------------------------------------------ | ------------------------ | ------------ | -------- | ---- |
| Pastor-Batsche-Weg 1 52° 22′ 16″ N, 7° 28′ 21″ O | Wohn-/Wirtschaftsgebäude |              | 35943074 | BW   |
| Pastor-Batsche-Weg 1 52° 22′ 16″ N, 7° 28′ 21″ O | Stallanbau               |              | 35943912 | BW   |
| Pastor-Batsche-Weg 1 52° 22′ 16″ N, 7° 28′ 19″ O | Nebengebäude             |              | 35943852 | BW   |
| Pastor-Batsche-Weg 1 52° 22′ 15″ N, 7° 28′ 19″ O | Scheune                  |              | 35943107 | BW   |
| Pastor-Batsche-Weg 1 52° 22′ 14″ N, 7° 28′ 18″ O | Wegekapelle              |              | 35943138 | BW   |

### Gruppe: Ehemalige Wasserburg Venhaus
Die Gruppe „Ehemalige Wasserburg Venhaus“ hat die ID 35900293.

| Lage                                      | Bezeichnung    | Beschreibung | ID       | Bild |
| ----------------------------------------- | -------------- | ------------ | -------- | ---- |
| Dorfstraße 15 52° 21′ 31″ N, 7° 26′ 49″ O | Kirche         |              | 35943188 |      |
| Dorfstraße 13 52° 21′ 31″ N, 7° 26′ 50″ O | Pfarrhaus      |              | 35943567 |      |
| Dorfstraße 15 52° 21′ 32″ N, 7° 26′ 47″ O | Wassergraben   |              | 35943763 |      |
| Dorfstraße 13 52° 21′ 30″ N, 7° 26′ 53″ O | Kriegerdenkmal |              | 35943626 |      |

### Gruppe: Moorlage, Hof Butmeyer
Die Gruppe „Moorlage, Hof Butmeyer“ hat die ID 35900345.

| Lage                                 | Bezeichnung              | Beschreibung | ID       | Bild |
| ------------------------------------ | ------------------------ | ------------ | -------- | ---- |
| Buthof 1 52° 22′ 51″ N, 7° 25′ 16″ O | Wohn-/Wirtschaftsgebäude |              | 35942996 | BW   |
| Buthof 1 52° 22′ 52″ N, 7° 25′ 16″ O | Stallanbau               |              | 35943791 | BW   |
| Buthof 1 52° 22′ 52″ N, 7° 25′ 17″ O | Backhaus                 |              | 35943700 | BW   |
| Buthof 1 52° 22′ 53″ N, 7° 25′ 19″ O | Notkirche                |              | 35943503 | BW   |
| Buthof 1 52° 22′ 50″ N, 7° 25′ 15″ O | Scheune                  |              | 35943731 | BW   |
| Buthof 1 52° 22′ 50″ N, 7° 25′ 14″ O | Scheune                  |              | 35943819 | BW   |

### Gruppe: Dortmund-Ems-Kanal Schleusenanlage Venhaus
Die Gruppe „Dortmund-Ems-Kanal Schleusenanlage Venhaus“ hat die ID 35899507.

| Lage                                        | Bezeichnung     | Beschreibung                             | ID       | Bild |
| ------------------------------------------- | --------------- | ---------------------------------------- | -------- | ---- |
| Schleusenstraße 52° 22′ 14″ N, 7° 24′ 38″ O | Schleusenanlage | Dortmund-Ems-Kanal Schleppabzugsschleuse | 35943247 |      |
| Schleusenstraße 52° 22′ 17″ N, 7° 24′ 31″ O | Schleusenanlage | Dortmund-Ems-Kanal Kleine Schleuse       | 35943220 |      |

### Einzelbaudenkmale
| Lage                                                | Bezeichnung              | Beschreibung          | ID       | Bild |
| --------------------------------------------------- | ------------------------ | --------------------- | -------- | ---- |
| Hauptstraße 3 52° 22′ 16″ N, 7° 28′ 4″ O            | Wohnhaus                 |                       | 35943438 | BW   |
| Englandstraße 24 52° 22′ 15″ N, 7° 27′ 35″ O        | Trockenschuppen          | Tabak-Trockenschuppen | 35943411 | BW   |
| Bernard-Krone-Straße 24 52° 21′ 33″ N, 7° 28′ 24″ O | Empfangsgebäude          | Bahnhof Spelle        | 35943535 | BW   |
| Bernard-Krone-Straße 24 52° 21′ 33″ N, 7° 28′ 24″ O | Güterschuppen            |                       | 35943882 | BW   |
| Hookstraße 12 52° 21′ 28″ N, 7° 26′ 37″ O           | Wohn-/Wirtschaftsgebäude |                       | 35943300 | BW   |
| Schulstraße 5 52° 21′ 21″ N, 7° 26′ 55″ O           | Wegekapelle              |                       | 35943674 | BW   |
| Schulstraße 5 52° 21′ 20″ N, 7° 26′ 54″ O           | Hochkreuz                |                       | 35943649 | BW   |
| Schulstraße 10 52° 21′ 9″ N, 7° 27′ 5″ O            | Wohn-/Wirtschaftsgebäude |                       | 35943333 | BW   |
| Schulstraße 10 52° 21′ 8″ N, 7° 27′ 4″ O            | Backhaus                 |                       | 35943943 | BW   |
| Schützenstraße 17 52° 21′ 11″ N, 7° 27′ 0″ O        | Wohn-/Wirtschaftsgebäude |                       | 35943360 | BW   |
| Schützenstraße 17 52° 21′ 11″ N, 7° 27′ 1″ O        | Wegekapelle              |                       | 35943386 | BW   |
| Varenroder Mersch 52° 21′ 52″ N, 7° 26′ 7″ O        | Brücke                   | Speller Aa            | 35943599 | BW   |